# František Kloz

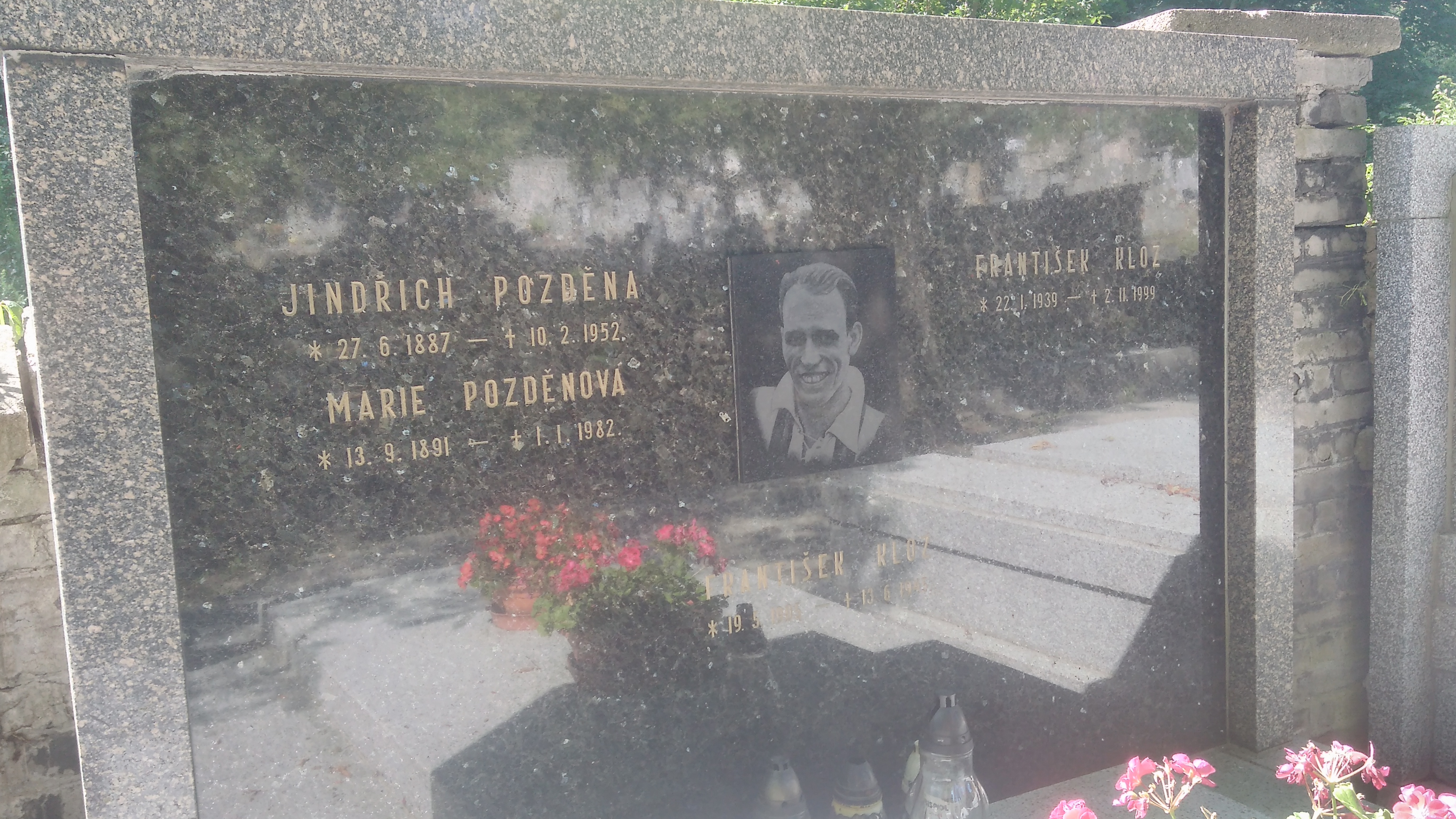
náhrobek Františka Kloze na Centrálním kladenském hřbitově

František Kloz (19. května 1905, Mlékosrby — 13. června 1945, Louny) byl český fotbalista, československý reprezentant, legenda kladenského fotbalu, po němž se v Kladně dnes jmenuje fotbalový stadión. Za československou reprezentaci odehrál 10 zápasů a vstřelil v nich 6 gólů (z toho 4 v jediném zápase – roku 1936 proti Maďarsku). Jednou se stal mistrem republiky, roku 1931 se Slavií Praha, většinu kariéry však strávil v SK Kladno.

## Mimořádný střelec
Ve Slavii vydržel jen rok a vrátil se do Kladna, roku 1933 zkusil angažmá v druhém meziválečném českém velkoklubu – Spartě, ale i odtud po roce odešel nazpět do Kladna, když se mu nepovedlo dát v rudém dresu jediný ligový gól. Avšak jakmile se vrátil na Kladno, dal ihned pět gólů právě Spartě. Obě pražská S o něj stála kvůli jeho zcela mimořádným střeleckým kvalitám, jenže jemu to střílelo jen za Kladno – v československé a protektorátní lize nastřílel celkem 178 gólů (z toho za Kladno 175, 3 za Slavii), a to v 190 zápasech. Po Bicanovi, Kopeckém a Hájkovi je čtvrtým nejlepším střelcem domácí soutěže v historii. Je tak samozřejmě též členem prestižního Klubu ligových kanonýrů. Dvakrát se stal nejlepším střelcem československé ligy – v letech 1930 a 1937.
Spisovatel Ota Pavel popsal jeho příběh v povídce Poslední zápas Františka Kloze.

## Ligová bilance

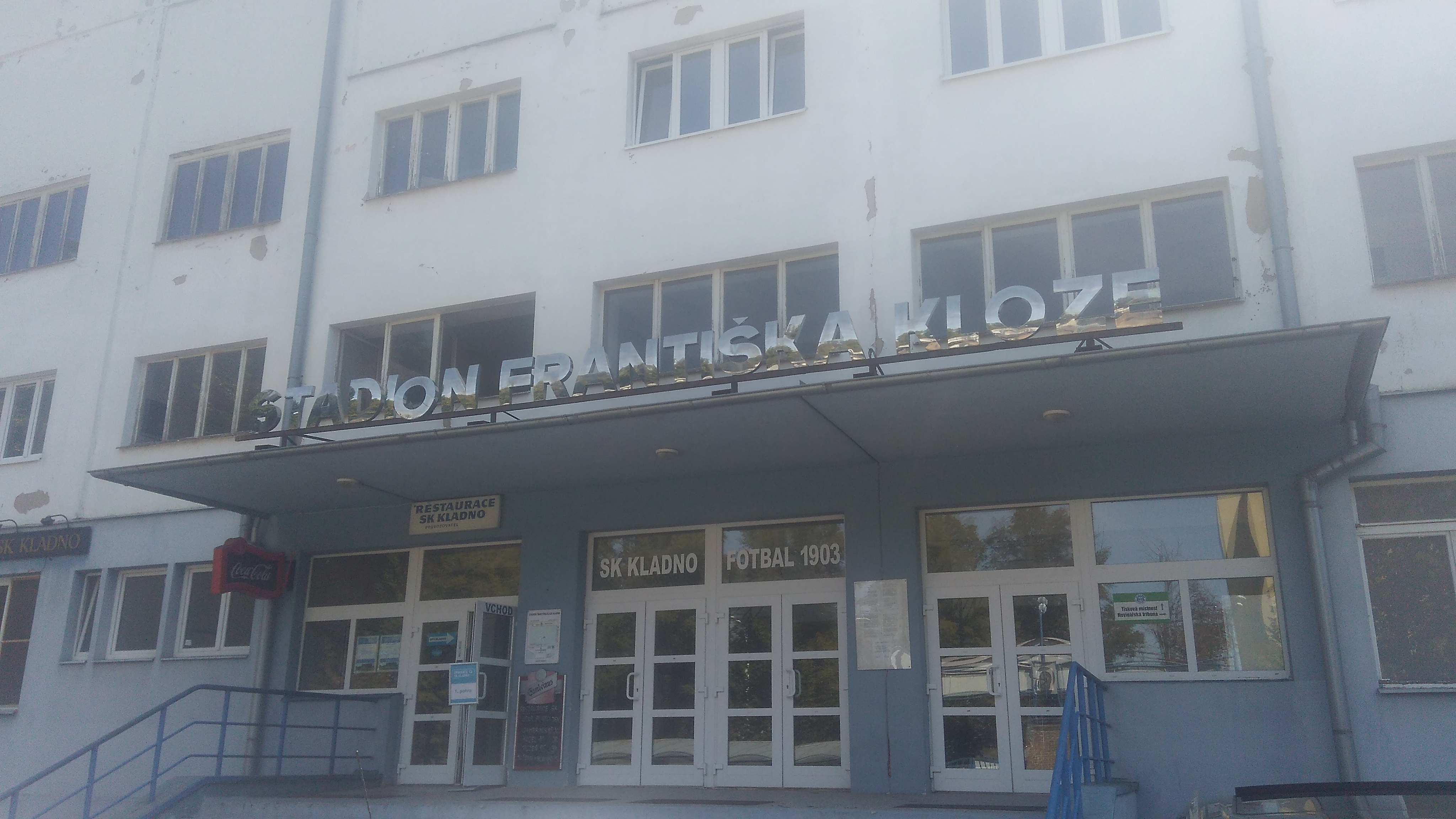
Stadion Františka Kloze v Kladně

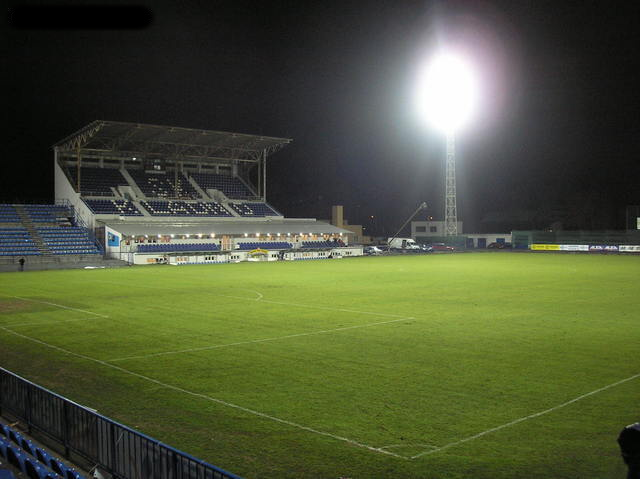
Stadion Františka Kloze v Kladně

První ligové utkání: 2. 9. 1928 SK Kladno-Slavia Praha 0:3
První ligová branka: 11. 11. 1928 SK Libeň-SK Kladno 1:3
Stá ligová branka: 1. 3. 1936 SK Kladno-Teplitzer FK 5:3
Poslední ligová branka: 1. 9. 1940 SK Kladno-SK Plzeň 5:0
Poslední ligové utkání: 15. 9. 1940 SK Kladno-Viktoria Žižkov 1:1
| Ročník                       | Zápasy | Góly | Klub            |
| ---------------------------- | ------ | ---- | --------------- |
| Středočeská 1. liga 1928/29  | 10     | 6    | SK Kladno       |
| 1. asociační liga 1929/30    | 13     | 15   | SK Kladno       |
| 1. asociační liga 1930/31    | 11     | 8    | SK Kladno       |
| 1. asociační liga 1930/31    | 2      | 2    | SK Slavia Praha |
| 1. asociační liga 1931/32    | 2      | 1    | SK Slavia Praha |
| 1. asociační liga 1931/32    | 8      | 3    | SK Kladno       |
| 1. asociační liga 1932/33    | 18     | 19   | SK Kladno       |
| 1. asociační liga 1932/33    | 1      | 0    | Sparta Praha    |
| 1. asociační liga 1933/34    | 1      | 0    | Sparta Praha    |
| 1. asociační liga 1933/34    | 13     | 16   | SK Kladno       |
| Státní liga 1934/35 (fotbal) | 19     | 20   | SK Kladno       |
| Státní liga 1935/36 (fotbal) | 23     | 20   | SK Kladno       |
| Státní liga 1936/37 (fotbal) | 22     | 28   | SK Kladno       |
| Státní liga 1937/38 (fotbal) | 18     | 15   | SK Kladno       |
| Státní liga 1938/39 (fotbal) | 14     | 18   | SK Kladno       |
| Národní liga 1939/40         | 12     | 4    | SK Kladno       |
| Národní liga 1940/41         | 3      | 3    | SK Kladno       |
| CELKEM                       | 190    | 178  |                 |

## Hrdina odboje

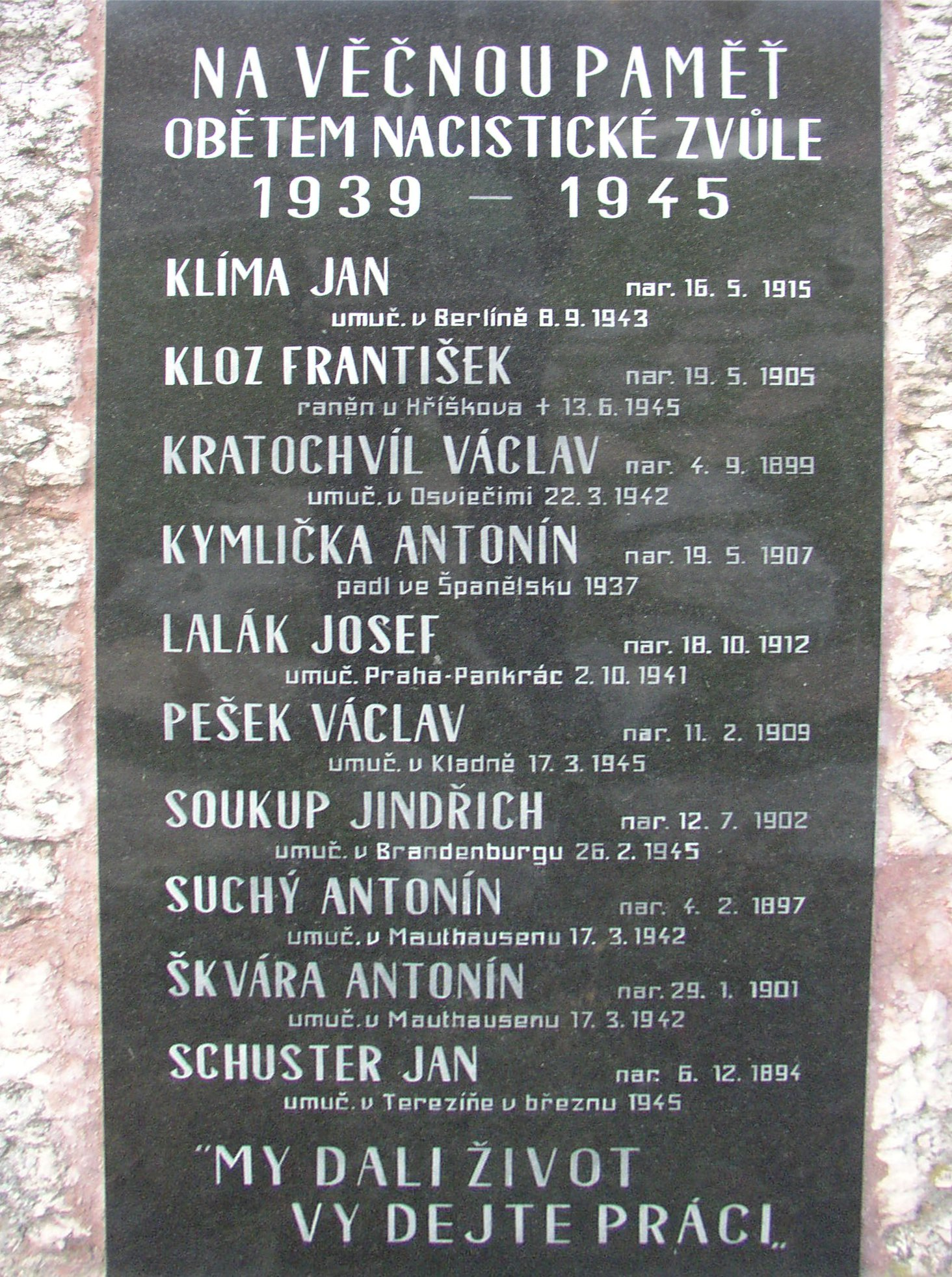
Jméno Fr. Kloze na pomníku protifašistických bojovníků v kladenské čtvrti Engerth

Kloz se vyznamenal i občansky – na konci 2. světové války se zapojil do protifašistického odboje a krátce po válce zemřel v lounské nemocnici na následky zranění, které utrpěl v boji proti německým okupantům o muniční sklad u Hříškova.